# Lac Bierstadt
Le lac Bierstadt est situé dans le comté de Larimer, dans le Colorado et dans le parc national de Rocky Mountain, à proximité des pics McHenrys et Longs, d'où il y a de larges vues sur la ligne de partage des eaux continentales. Le lac Bierstadt est situé à environ 6,5 milles (10 kilomètres) de la route US 36 et est accessible par un sentier. En été, des navettes assurent le transport jusqu'au début du sentier.
Le lac se trouve au sommet d’une moraine latérale à la fin du glacier Bartholf et se déverse dans le ruisseau Mill. Il doit son nom à Albert Bierstadt, un peintre réputé, dont les peintures de Longs Peak et du lac Bierstadt datant de 1870 font partie des collections du musée d'art de Denver.

## Géologie et hydrologie
Le lac Bierstadt repose sur la moraine Bierstadt, qui est une moraine massive créée par les débris laissés par le glacier Bartholf en recul,,. Le glacier trouve son origine dans la plus haute montagne du parc. Le lac s'est formé lorsqu'un barrage a été construit à partir de dépôts de débris glaciaires. L'eau du lac se déverse dans Mill Creek, qui coule dans une vallée plate avec une prairie pittoresque. L'auteur Lisa Foster décrit la longue crête glaciaire comme l'une des moraines latérales les plus dramatiques du Parc national de Rocky Mountain. Sur le côté nord de la moraine se trouvent le parc Hollowell et le bassin de Mill Creek. Le côté sud escarpé se trouve au-dessus du chemin Bear Creek.

## Histoire

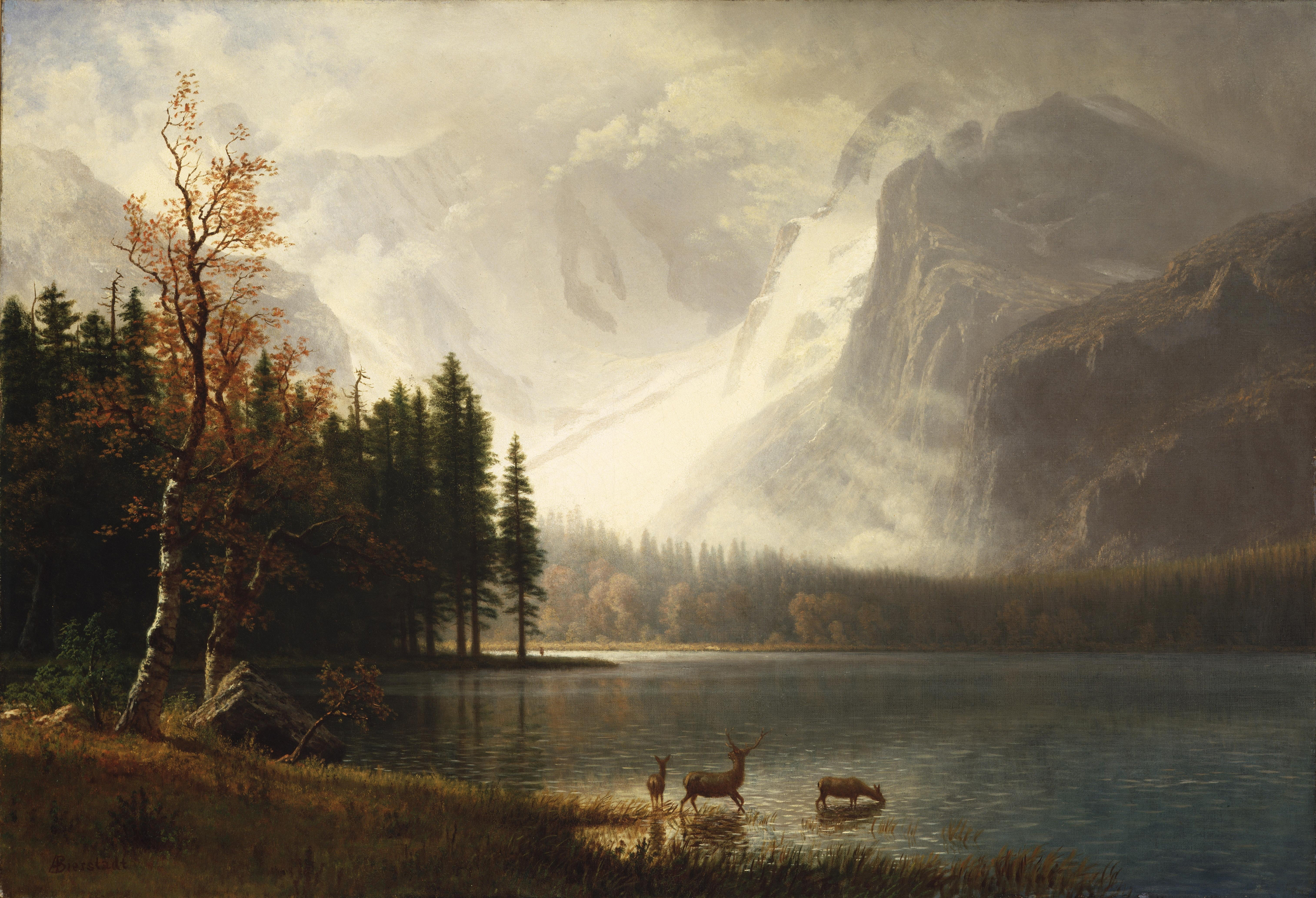
Albert Bierstadt, Le lac de Whyte, 1877, Estes Park, Colorado. Le lac était peut-être un lac artificiel qui avait été emporté par une inondation l'année suivante, ou ce que l'on appelle maintenant le lac Bierstadt.

Il a d'abord été appelé Hanging Lake par les Amérindiens en raison de son état perché du côté du glacier Bartholf. Le nom du lac, Bierstadt, lui a été officiellement attribué en 1932 avant que ce nom ne figure sur une carte réimprimée de la US Geological Survey créée en 1922. Comme le mont Bierstadt, il a été nommé en hommage à Albert Bierstadt, peintre qui a visité et peint les montagnes Rocheuses. Il est peut-être devenu le premier Européen à visiter le sommet du mont Evans lorsqu’il l’a gravi en 1863. En 1876, Windham Wyndham-Quin chargea Bierstadt de réaliser un tableau d'une taille exceptionnelle représentant Longs Peak et Estes Park au coût de 15 000 $. Bierstadt a parcouru la région avec Theodore Whyte, associé du comte, et a créé des croquis et des peintures. Les deux hommes ont également cherché un site approprié, offrant une vue magnifique sur Longs Peak, afin de construire un hôtel anglais pour le comte,. Bierstadt s'intéressait particulièrement au lac et on attribue à Whyte le nom de lac en l'honneur de l'artiste. Il a créé l'une de ses nombreuses images spectaculaires de l'Ouest au bord du lac. Harold Marion Dunning, un des premiers historiens, a déclaré que le lieu de prédilection de Bierstadt pour les dessins de montagne et certains de ses tableaux célèbres se trouvait sur la rive du lac qui porte maintenant son nom
Bierstadt a créé un tableau du lac portant son nom. L'œuvre se trouve maintenant dans la collection du musée d'art de Denver. Peter Hassrick pensait que la peinture de Bierstadt datant de 1877, sur laquelle était écrit Le lac de Whyte, aurait peut-être été baptisée du nom de Whyte et renommée plus tard de Bierstadt. On prétend également que le lac Whyte's était un lac artificiel qui avait été emporté par une inondation l'année suivant la peinture.

En 1907, la scierie Griffith, située près du lac Bierstadt, fournissait du bois d’œuvre pour les établissements d’élevage et d’élevage fondés dans la région.

En 1907, la scierie Griffith, située près du lac Bierstadt, fournissait du bois d’œuvre pour les zones d’agriculture et d’élevage situées à proximité. Les scieries fonctionnaient souvent pendant l'hiver, transportant du bois d’œuvre avec des traîneaux, pour répondre aux besoins de construction des colons et des commerçants. Les femmes ont rejoint la région en 1910, après la construction de nombreux bâtiments. Le bois de scierie de la scierie a été utilisé pour la construction de l’hôtel Stanley. En 1910, Griffith a déménagé sa scierie sur un embranchement de la Highway 66.

## Parc national de Rocky Mountain

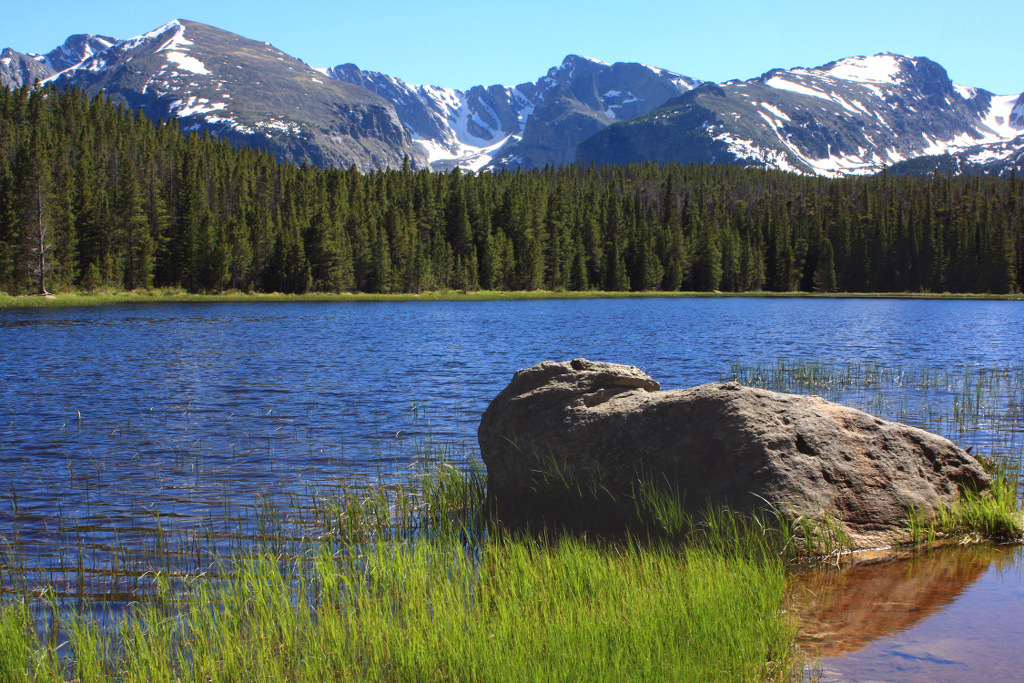
Montagnes au sud du lac Bierstadt.

Le lac est situé sur Bear Lake Road dans le cœur du parc, ainsi nommé en raison de la vue extraordinaire. Selon Trail Gazette, différents itinéraires panoramiques offrent de merveilleuses opportunités pour des sujets photographiques tels que les paysages, la flore et la faune, ainsi que des caractéristiques géographiques et géologiques. La flore dans les environs du lac comprend essentiellement des pins. Une dense forêt de pins entoure le lac Bierstadt, et le lac est entouré de carex qui lui donnent une apparence très sereine. La faune dans la région est la sauvagine, l'écureuil d'Abert, le cerf et le wapiti.
Selon le parc national de Rocky Mountain, deux sentiers sillonnent les forêts denses qui mènent au lac Bierstadt dans le parc>,. Une piste facile, principalement de descente, s'étend sur 1,6 milles (3 kilomètres) à travers des forêts de pins. Il commence au début du sentier Bear Lake et longe le lac Bear. Une autre comprend une montée de 1,4 milles (2 kilomètres), sentier avec des lacets qui commence au début du sentier du lac Bierstadt. Près du lac se trouvent Longs Peak, Flattop Mountain, Hallett Peak et Tyndall Glacier. Un sentier de 0,6 mille (1 kilomètre) entoure le lac subalpin qui possède une plage de sable le long de la partie est du lac.
Le sentier pittoresque du parc Hollowell mène à la région du lac de Bierstadt par le biais de denses arbustes de sauge et de prairies du côté nord de la moraine de Bierstadt et jusqu'au bassin de Mill Creek. Les sentiers Fern Lake et Cub Lake sont également à proximité. La pêche n'est pas autorisée.